# رؤیای شفاف
رؤیای شفاف یا رؤیای آگاهانه (به انگلیسی: Lucid Dream) به رؤیایی گفته می‌شود که در آن رؤیابین از این واقعیت که در حال رؤیا دیدن است آگاهی دارد. در رؤیای شفاف، رؤیابین همچنان توانایی کنترل محیط فیزیکی را ندارد ولی به صورت آگاهانه روی رؤیای خود کنترل داشته و حتی می‌تواند صحنه رؤیا را به میل خود تغییر دهد. به همین دلیل در رؤیای شفاف بسیاری از فانتزی‌ها و غیرممکن‌ها می‌توانند قابل تجربه باشند، که البته این کار با تمرین‌های مخصوص امکانپذیر است. مانند یادآوری مستمر و انجام کارهایی که بیدار بودن شما را تأیید کند (واقعیت‌سنجی)، تفکر و پی ریزی رؤیا قبل از خوابیدن و مطالعه دقیق رفتار انسان در رؤیا.
مغز کسانی که رؤیای شفاف را تجربه می‌کنند، مقدار بسیار بیشتری از باند بسامد beta-1 را که حدود ۱۳ الی ۱۹ هرتز است و باند گاما در محدوده 40 هرتز را، به‌طور فعال تجربه می‌کند که منجر به فعال‌شدن قوهٔ هوشیاری و آگاهی در لوب آهیانه‌ای و پیش پیشانی مغز است که در نهایت منجر به تجربهٔ رؤیای شفاف می‌شود.

## مطالعات و تحقیقات بالینی
رویابینی آگاهانه یا رؤیای شفاف برای افرادی که از کابوس رنج می‌برند می‌تواند بسیار مفید باشد. مطالعه‌ای در سال ۲۰۰۶ نشان داد که درمان با رویابینی آگاهانه می‌تواند در صورتی که روی تکنیک‌ها و تمرینات مهارت کامل پیدا شده باشد مفید واقع شود. اگر چه مشخص نشد که دقیقاً کدام بخش از رویابینی آگاهانه سبب بهبود بیماران شود ولی به هر حال نتیجه کلی آزمایش موفقیت‌آمیز بوده‌است.
روانشناس استرالیایی به نام میلان کولیک نه تنها از رؤیای شفاف برای درمان کابوس بیماران خود استفاده کرد بلکه توانست میزان افسردگی را نیز در آن‌ها کاهش دهد. کولیک متوجه شد که مکالمات درمانی با شخصیتهای رؤیا و درک محتوای خواب شفاف می‌تواند نتایج درمانی شگفت‌انگیزی به همراه بیاورد.
روان شناسان بسیاری رؤیای آگاهانه را به عنوان راهی برای درمان برخی مشکلات روحی و روانی به کار برده‌اند. مشخص نیست که کاهش این مشکلات مربوط به آگاه شدن در رؤیا است یا به دلیل تغییر صحنه‌های آن است. آزمایشی که توسط اسپورمیکر و بوت در سال ۲۰۰۶ انجام شده صحت اثر رؤیای شفاف را بر روی کسانی که از کابوس شدید رنج می‌برند بررسی کرد. در انتها مشخص شد که میزان تکرار کابوس در بیماران کاهش یافت. در آزمایشی دیگر آن‌ها این روش را بر روی ۸ بیمار که آموزش‌های یک ساعته تمرینات رویابینی را دریافت کرده‌اند به کار بردند. نتایج نشان داده که نه تنها میزان کابوس کاهش یافته بلکه کیفیت خواب نیز افزایش پیدا کرده‌است.